# Simulium suarezi
Simulium suarezi es una especie de insecto del género Simulium, familia Simuliidae, orden Diptera.
Fue descrita científicamente por Ramirez-Perez, Rassi & Ramirez, 1977.